# Hypojamides catochloris
Hypojamides catochloris är en fjärilsart som beskrevs av Jean Baptiste Boisduval 1832. Hypojamides catochloris ingår i släktet Hypojamides och familjen juvelvingar. Inga underarter finns listade i Catalogue of Life.